# 노보리베쓰 곰 목장
노보리베쓰 곰 목장(일본어: のぼりべつクマ牧場)은 일본 홋카이도 노보리베쓰시 노보리베쓰온센초에 있는 곰을 주로 취급하는 동물원이다. 불곰 박물관과 아이누 자료관을 병설한다.